# ثرميت
الثرميت (بالإنجليزية: Thermite)‏ هو مركب شديد الاشتعال مركب من مسحوق معدني ومسحوق أكسيد معدن، ينتج تفاعلا ناشرا للحرارة حيث يحدث فيه عمليتي أكسدة واختزال في نفس الوقت، ويسمى ذلك التفاعل «تفاعل الثرميت» أو «الثرمايت».
فإذا اخترنا الألومنيوم كمادة اختزال فيسمى التفاعل تفاعل الألومنيوم كمصدر للحرارة، حيث يعمل الألومنيوم كوقود، وأوكسيد المعدن كمؤكسد. ومعظم مخلوطات الثرميت ليست انفجارية، ولكن يمكنها أن تنتج دفعات حرارية شديدة الحرارة خلال فترة زمنية قصيرة. والثرميت هو مخلوط من معدن يسمى أحيانا «وقود» ومادة مؤكسدة. ويشابه طريقة اشتعالها اشتعال المخلوطات المكونة من وقود ومادة مؤكسدة مثل «البارود».

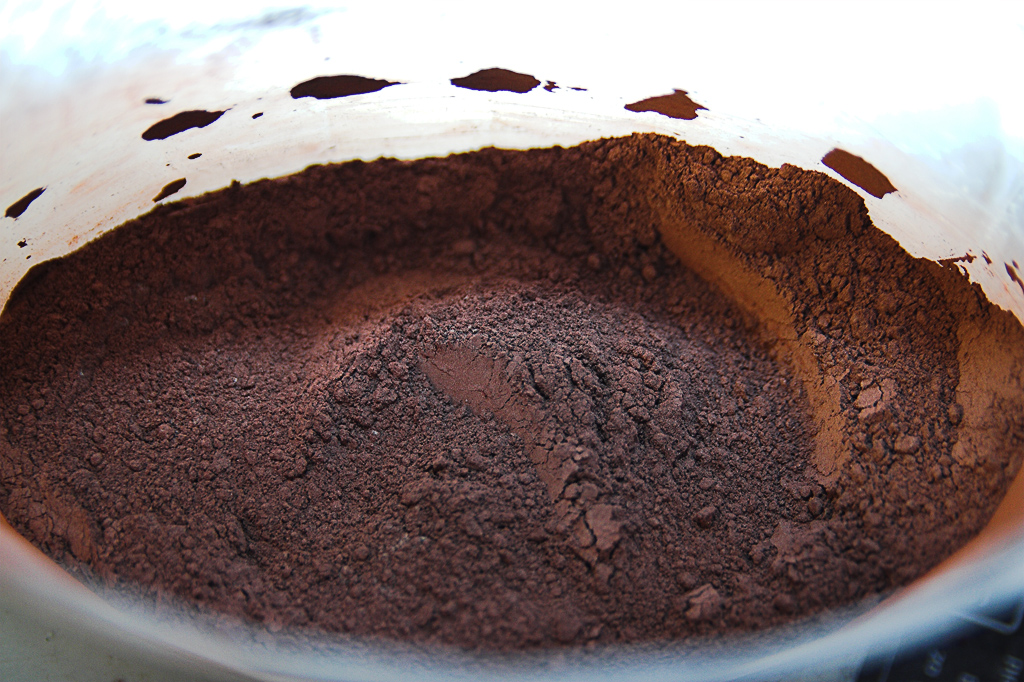
مخلوط ثرميت يحتوي على ثالث أكسيد الحديد.

يمكن تكوين الثرميت من عدة مكونات مختلفة. ومن أنواع «الوقود» التي يمكن استخدامها الألومنيوم، المغنسيوم والكالسيوم والتيتانيوم والزنك والسيليكون والبوريوم وغيرها. ويستخدم الألومنيوم كثيرا في مخلوط الثرميت حيث له درجة غليان عالية. وأما المواد المؤكسدة التي يمكن استخدامها في الثرميت فقد تكون رابع أكسيد السيليكون silicon(IV) oxide، أو ثالث أكسيد الحديد، أو ثالث أكسيد الكروم chromium(III) oxide أو رابع أكسيد المنجنيز أو ثاني أكسيد النحاس copper(II) oxide أو رابع أكسيد الرصاص وغيرها.

## التفاعلات الكيميائية
في هذا التفاعل يختزل الألومنيوم أكسيد معدن آخر يكون غالبا أكسيد الحديد حيث أن الألومنيوم شديد التفاعل:
Fe2O3 + 2Al → 2Fe + Al2O3
ونواتج التفاعل هي أكسيد الألومنيوم وحديد مختزل،
 وقدراً كبيراً من الحرارة. وتكون المواد المتفاعلة عادة في هيئة مسحوق وهي مخلوطة بواسطة مادة لاصقة لكي تحفظ الثرمايت في شكل متماسك ولا تتفتت.
يستخدم التفاعل للحام بواسطة الثرميت ويستخدم غالبا في لحام قضبان السكك الحديدية. كما تستخدم أكاسيد أخرى بغرض إنتاج معدن نقي، مثل استخدام أكسيد الكروم مع الألومنيوم لإنتاج الكروم النقي. ويستخدم ثرمايت النحاس أكسيد النحاس بغرض تجهيز الوصلات الملحومة للكبلات الكهربائية.
3CuO + 2Al → 3Cu + Al2O3
كما تستخدم مخلوطات مشابهة لمخلوط الثرمايت لصناعة صواريخ الألعاب النارية.

## اقرأ أيضا
- تفاعل كيميائي
- تفاعل أكسدة-اختزال
- معدل التفاعل
- تفاعل ناشر للحرارة
- تفاعل ألومنيوم حراري
- لحام طارد للحرارة
- كاشف محدد